# Qārqolī Cham
Qārqolī Cham (persiska: قارقولی چَم, قارغوليچَم, قَرِهقوليچَم, قارقلی چم, Qārqūlī Cham) är en ort i Iran.   Den ligger i provinsen Zanjan, i den nordvästra delen av landet, 240 km nordväst om huvudstaden Teheran. Qārqolī Cham ligger 321 meter över havet och antalet invånare är 662.
Terrängen runt Qārqolī Cham är varierad. Qārqolī Cham ligger nere i en dal.Runt Qārqolī Cham är det ganska glesbefolkat, med 29 invånare per kvadratkilometer. Närmaste större samhälle är Āb Bar, 15,6 km nordväst om Qārqolī Cham. Trakten runt Qārqolī Cham består i huvudsak av gräsmarker.